# Pont-sur-Vanne
 Pont-sur-Vanne  es una población y comuna francesa que se encuentra en la región de Borgoña, departamento de Yonne, en el distrito de Sens y cantón de Villeneuve-l'Archevêque.

## Demografía
| 175 | 162 | 142 | 127 | 137 | 184 |
| Para los censos de 1962 a 1999 la población legal corresponde a la población sin duplicidades (Fuente: INSEE [Consultar]) |     |     |     |     |     |